# Selaginella meridensis
Selaginella meridensis är en mosslummerväxtart som beskrevs av Arthur Hugh Garfit Alston. Selaginella meridensis ingår i släktet mosslumrar, och familjen mosslummerväxter. Inga underarter finns listade i Catalogue of Life.